# ولی اکانر
ولی اکانر ((به انگلیسی: Wally O'Connor)؛ زادهٔ ۲۵ اوت ۱۹۰۳) شناگر اهل ایالات متحده آمریکا است.
وی در مسابقات کشوری و بین‌المللی در مجموع برندهٔ ۱ مدال برنز شده‌است.

## دانشگاه استنفورد
او از سال 1920 تا 1923 برای دانشگاه استنفورد، زیر نظر سرمربی تیم ارنست براندستن، شنا کرد و واترپلو بازی کرد. او در سال 1923 کاپیتان تیم واترپلو استانفورد بود و تنها ورزشکار استنفورد بود که تا به حال در چهار المپیک شرکت کرد. او در هر چهار سال حضور خود، در سال‌های 1920، 1921، 1922 و 1923 به استنفورد در مسابقات قهرمانی کنفرانس ورزشی اقیانوس آرام-8 کمک کرد.
از 1923-1936، او برای انجمن شنای ونیز، و باشگاه های ورزشی لس آنجلس و ایلینوی، شنا و واترپلو بازی کرد. او ابتدا به عنوان کاپیتان تیم انجمن شنا ونیز از سال 1929-1931 خدمت کرد و سپس به عنوان کاپیتان تیم واترپلو باشگاه ورزشی لس آنجلس در سال های 1931، 33، 34، 35 و 36 خدمت کرد. اوکانر روی یک رله قهرمانی ملی برای باشگاه ورزشی بیل باکراخ مربی تالار مشاهیر ایلینوی شنا کرد.